# Alexander von Attems-Heiligenkreuz
Alexander Graf von Attems-Heiligenkreuz (* 16. Juli 1814 in Graz; † 11. September 1896 in Baden bei Wien)  war K.u.K. Geheimer Rat und österreichischer Feldmarschallleutnant.

## Leben
Alexander Graf von Attems-Heiligenkreuz wurde als Sohn von Anton Graf von Attems-Heiligenkreuz (1787–1854) und Maria Gräfin v. Turn u Valsassina-Como-Vercelli (1785–1848) geboren. Er absolvierte die Theresianische Militärakademie in Wiener Neustadt. Am 12. Februar 1840 fand in der Malteser-Ordens Kirche sein Ritterschlag statt, später Bailli des souveränen Ordens. 1848 kommandierte er als Hauptmann im italienischen Regiment Geppert Nr. 43 in Monza und zeichnete sich trotz Verletzung beim Rückzug nach Mailand aus. Er kämpfte 1848 bei Schlacht bei Custozza (1848) und Nachgefechten in Volta. Zum Major avancierte er im Dezember 1850 und 1857 zum Oberstleutnant der Infanterie. 1866 befehligte er bei der zweiten Schlacht bei Custozza (1866) als Oberst das Infanterie-Regiment Prinz Hohenlohe Nr. 17. Am 23. April 1869 wurde er zum Generalmajor befördert und am 1. April 1873 zum Rang Feldmarschalleutnant (Char. ad hon. u. pens). 1878 nahm er am Einmarsch in Bosnien und Herzegowina teil. Weiters war er Obersthofmeister des Erzherzoges Karl Salvator von Österreich-Toskana.

## Auszeichnungen
- 1844 k. k. wirklicher Kämmerer[7]
- 1849 Österreichisches Militärverdienstkreuz[8]